# Wyszków (Ukraina)
Wyszków (ukr. Вишків, Wyszkiw) – wieś na Ukrainie, w obwodzie iwanofrankiwskim, w rejonie dolińskim. W 2001 roku liczyła 651 mieszkańców.
Wieś została założona w 1678 roku.
W II Rzeczypospolitej miejscowość stanowiła początkowo samodzielną gminę jednostkową. 1 sierpnia 1934 roku w ramach reformy na podstawie ustawy scaleniowej została włączona do zbiorowej gminy wiejskiej Ludwikówka w powiecie dolińskim, w województwie stanisławowskim. W 1921 roku gmina Wyszków liczyła 540 mieszkańców (260 kobiet i 280 mężczyzn) i znajdowało się w niej 104 budynki mieszkalne. 407 osób deklarowało narodowość rusińską (ukraińską), 131 – polską, 2 – niemiecką. 410 osób deklarowało przynależność do wyznania greckokatolickiego, 69 – do rzymskokatolickiego, 61 – do mojżeszowego. We wsi była ulokowana placówka Straży Celnej „Wyszków”.
W listopadzie 1941 roku Niemcy rozstrzelali w okolicy Wyszkowa 300 węgierskich Żydów. We wsi istniał obóz pracy, w którym więziono kilkuset Żydów z Doliny. Latem 1943 roku Niemcy zlikwidowali obóz rozstrzeliwując 400 więźniów.
W Wyszkowie urodzili się:
- Zdzisław Jastrzębski (1930–1972) – eseista, historyk literatury,
- Zbigniew Nowak (1926–2020) – generał broni Wojska Polskiego,
- Rusłan Zabiły (ur. 1975) – ukraiński historyk.